# David & Heinrich Werdmüller

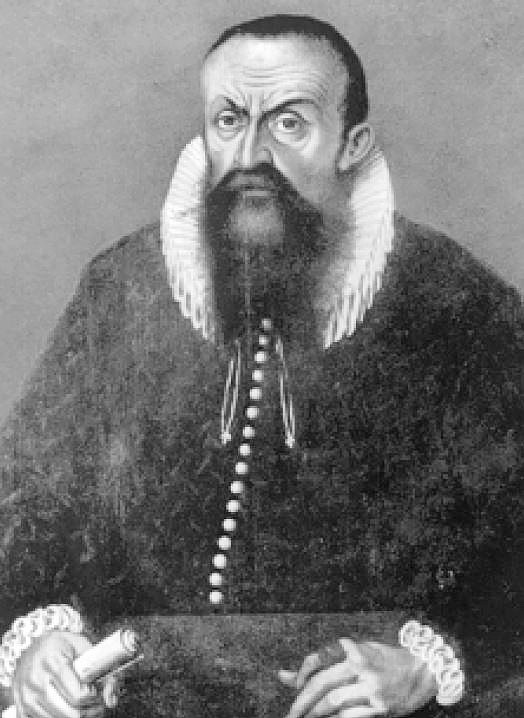
David Werdmüller (1564–1612)

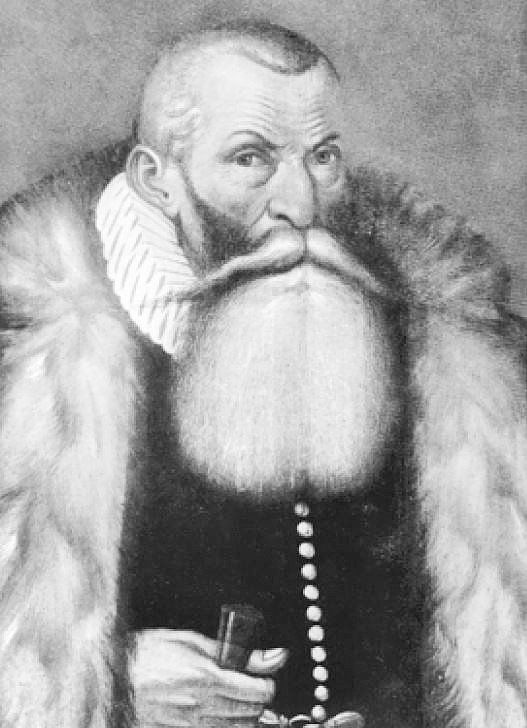
Heinrich Werdmüller (1554–1627)

David & Heinrich Werdmüller gelten als Begründer der Zürcher Seidenindustrie. Sie gründeten 1575 ein Seidenindustrieunternehmen. In ihrem auf den Export ausgerichteten Textilunternehmen vereinigten sie im damaligen Zürich als erste die Verarbeitung von Seide, Wolle und Baumwolle.

## Vorgeschichte
Ende des 13. Jahrhunderts kam das Seidengewerbe in Zürich auf. Um 1237 wurde Rohseide von Como aus via Walenstadt in die Stadt gebracht. Der Weg nach Walenstadt führte über den Septimerpass und die alte Reichsstrasse nach Chur. Von Walenstadt transportierten Schiffer die Ware auf dem Walen- und Zürichsee direkt nach Zürich, wo sie in der Nähe der Helmhausbrücke ausgeladen und in einem Kaufhaus beim Fraumünster verkauft wurde.
Die Zürcher Zunftrevolution von 1336 und der Alte Zürichkrieg (1440–1450) verhinderten einen Aufschwung des Textilgewerbes. Die Blütezeit begann in nachreformatorischer Zeit mit der Einwanderung von protestantischen Flüchtlinge aus Locarno im Jahre 1555. Da die Tessiner in der Handwerkerstadt Zürich mit ihren 6000 Einwohnern aus Konkurrenzgründen nicht in ihren angestammten Berufen arbeiten durfte, wichen sie auf den Warenhandel mit Italien aus, der das Zürcher Textilgewerbe wiederbelebte.

## Geschichte
Die Brüder David Werdmüller-Rahn (1548–1612) und Heinrich Werdmüller-Kitt (1554–1627) gründeten 1575 zusammen mit dem protestantischen Locarneser Glaubensflüchtling (Regufiant) und Samtweber Johann Jakob Dunus-Hegner (1540–1603) eine Gesellschaft zur Herstellung von Wolltüchern im Verlagssystem. Dunus war in Zürich als Burat- und Kreppfabrikant tätig. Das Unternehmen war bald erfolgreich und konnte nach Deutschland, Italien, Frankreich und England exportieren.
1587 stellten sie Francesco Turrettini-Burlamacchi (1547–1628), Glaubensflüchtling aus Lucca ein. Dieser eröffnete ihnen den Zugang zur industriellen Florettseidenherstellung. Neben dem Florettgarn aus Abfallseide wurde Schappegarn hergestellt. Turretini war 1593 in Genf Mitbegründer der «Grande Boutique», in der die wichtigsten italienischen Seidenindustriellen vereinigt waren.
Mit der protoindustriellen Florettseidenherstellung begann der Aufstieg Zürichs zur Gewerbestadt, deren Seidenindustrie in der zweiten Hälfte des 19. Jahrhunderts dank Freihandelspolitik, technischen Fortschritten und ausgebauten Verkehrswegen weltweit bekannt wurde. Heinrich Werdmüller war Unternehmensleiter und für die Buchhaltung zuständig. Sein Rechnungshauptbuch «Conntto Corentte» (1598–1608) gilt als die älteste erhaltene doppelte Buchhaltung in Zürich.

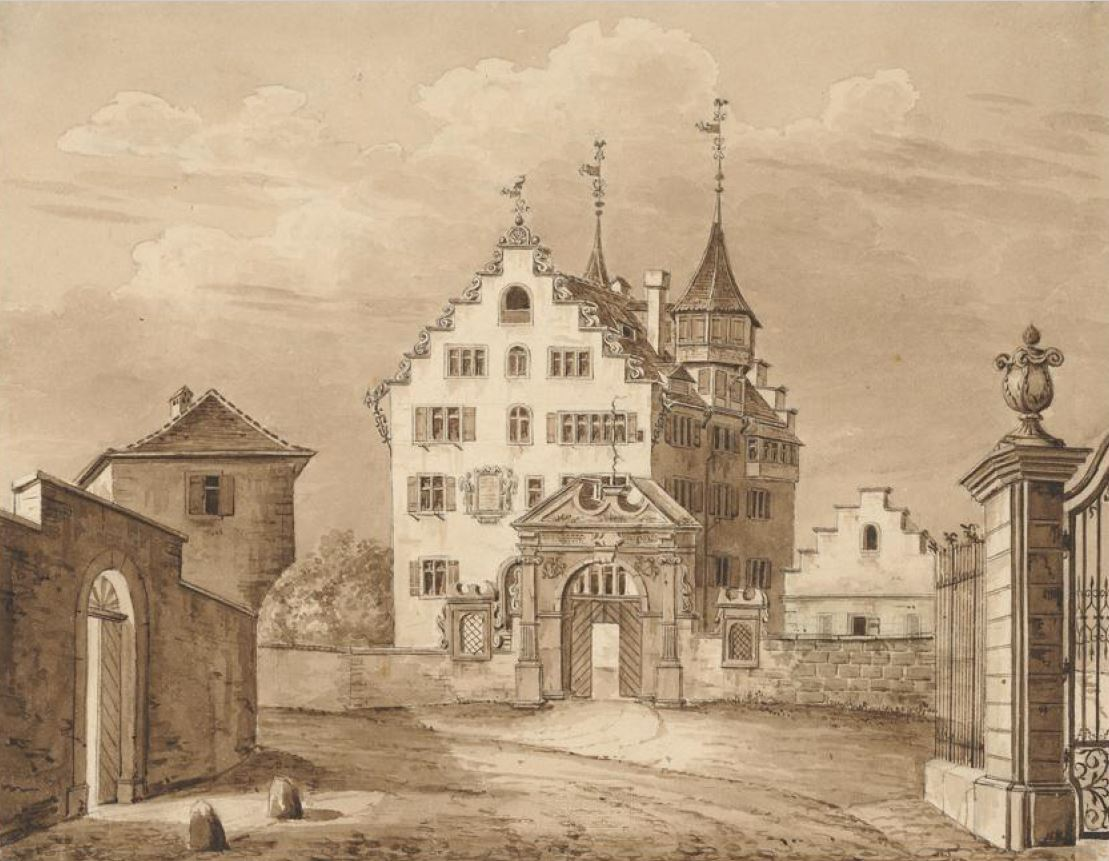
«Alter Seidenhof» von 1592

Die Werdmüllers bauten die Seidenindustrie zu einem der wichtigsten Wirtschaftszweige der Stadt Zürich aus. 1592 liessen sie am Sihlkanal den «Alten Seidenhof» (Steinmühleplatz) errichten und als dieser zu klein wurde, 1606 daneben den «Neuen Seidenhof» mit acht Seidenhöfen auf dem Gebiet des heutigen Kaufhauses Jelmoli an der Sihlstrasse als erstes Zürcher Fabrikquartier. 1594 wurde die Seidenmühle an der Schipfe gekauft und der «Wollenhof» errichtet, den David Werdmüller als eigenes Geschäft betrieb.
Nach dem Tod David Werdmüllers wurden das Seidenindustrieunternehmen aufgelöst und das Geschäftsvermögen getrennt. Heinrich Werdmüller übernahm den «Neuen Seidenhof» mit den dazugehörigen Fabrikgebäuden.
Von 1896 bis 1955 wurden alle «Seidenhöfe» abgerissen. Heute existiert von den alten Kaufherrenhäusern nur noch der «Florhof» beim Hirschengraben.
Heinrich Werdmüller war der Vater von Beat Werdmüller. An ihrem Lebensende zählten Heinrich und David Werdmüller zu den wohlhabendsten Bürgern der Stadt Zürich.